# Monthureux-sur-Saône
Monthureux-sur-Saône ist eine französische Gemeinde mit 870 Einwohnern (Stand: 1. Januar 2022) und einer Fläche von 19,02 Quadratkilometern im Département Vosges in der Region Grand Est. Sie gehört zum Arrondissement Neufchâteau und zum Kanton Darney. Die Bewohner werden Monthurolais und Monthurolaises genannt.

## Geographie

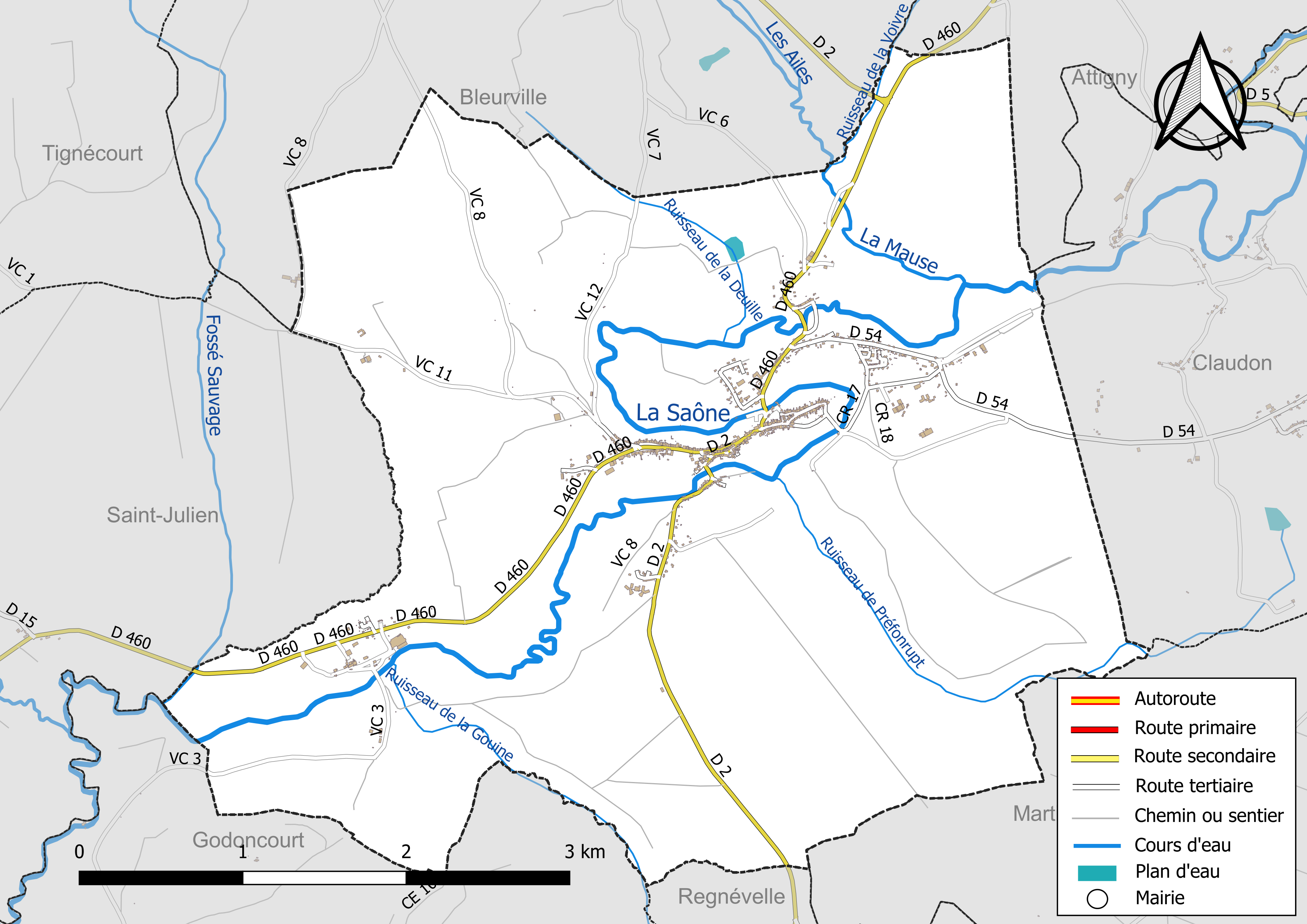
Wasserläufe und Straßen der Gemeinde

Monthureux-sur-Saône liegt in Lothringen etwa 19 Kilometer südlich von Vittel und rund 40 Kilometer westsüdwestlich von Épinal. Das Ortszentrum selbst liegt auf einem Höhenrücken in einer engen Flussschleife der Saône. Die Gemeinde liegt im Einzugsgebiet der Rhône und wird neben der Saône vom Flüsschen Mause, dem Fossé Sauvage, dem Ruisseau de la Deuille, dem Ruisseau de la Gouine, dem Ruisseau de la Voivre und dem Ruisseau de Préfonrupt entwässert. Der Wald erstreckt sich über 762 Hektar und bedeckt fast die Hälfte des Gemeindegebiets.
Nachbargemeinden sind Bleurville im Norden, Attigny im Nordosten, Claudon im Osten, Martinvelle im Südosten, Regnévelle im Süden, Godoncourt im Südwesten und Saint-Julien im Westen.

## Bevölkerungsentwicklung
| Jahr          | 1962 | 1968 | 1975 | 1982 | 1990 | 1999 | 2008 | 2019 |
| Einwohner     | 1085 | 1166 | 1156 | 1111 | 1065 | 1004 | 941  | 909  |
| Quelle: INSEE |      |      |      |      |      |      |      |      |

## Sehenswürdigkeiten
- Die Kirche Saint-Michel birgt zahlreiche Ausstattungsgegenstände, die in der Base Palissy gelistet sind, darunter eine große Anzahl, die als Monument historique der beweglichen Objekte klassifiziert sind.
- Burgruine Monthureux aus dem 9. Jahrhundert

Kirche Saint-Michel
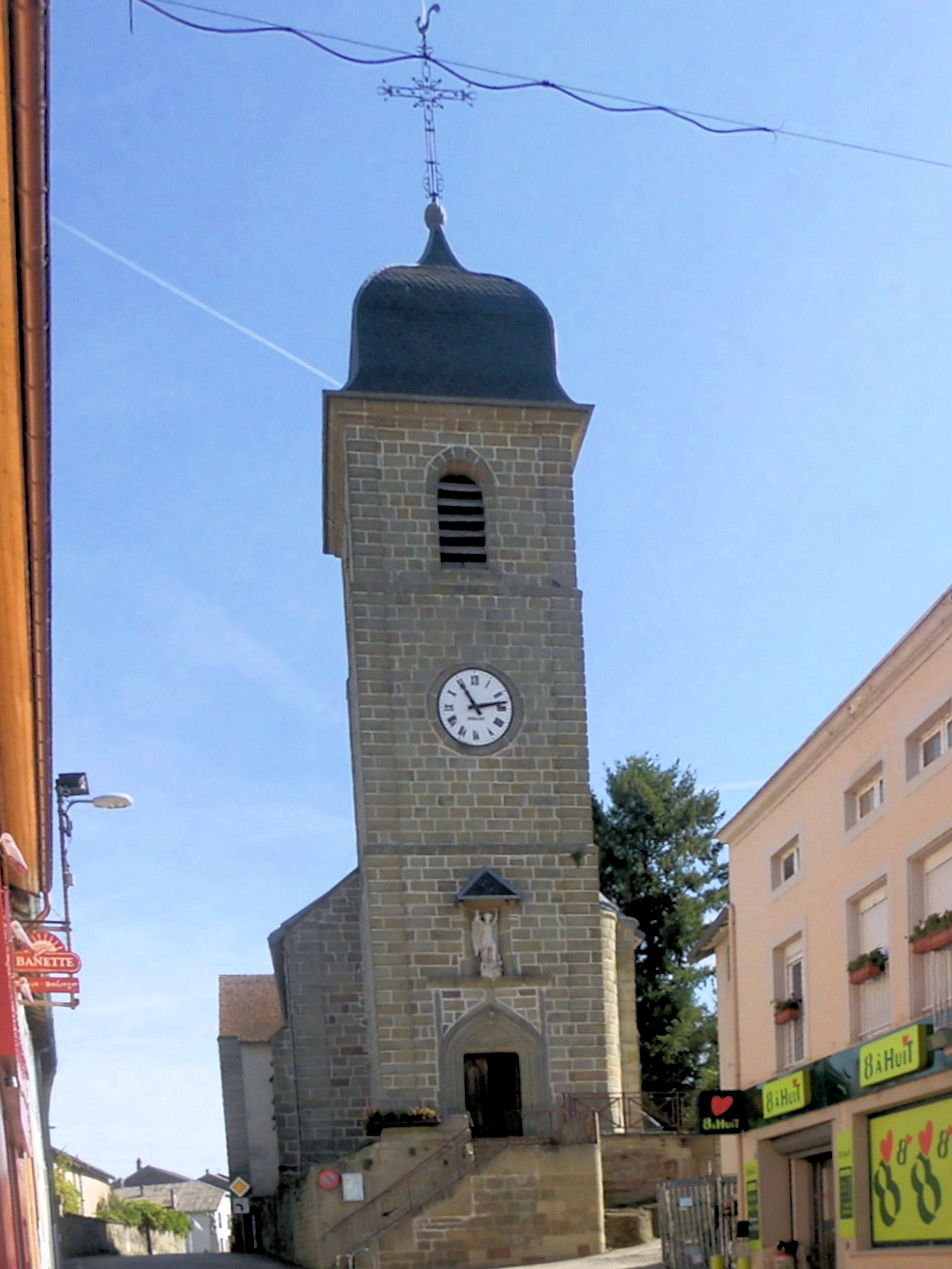
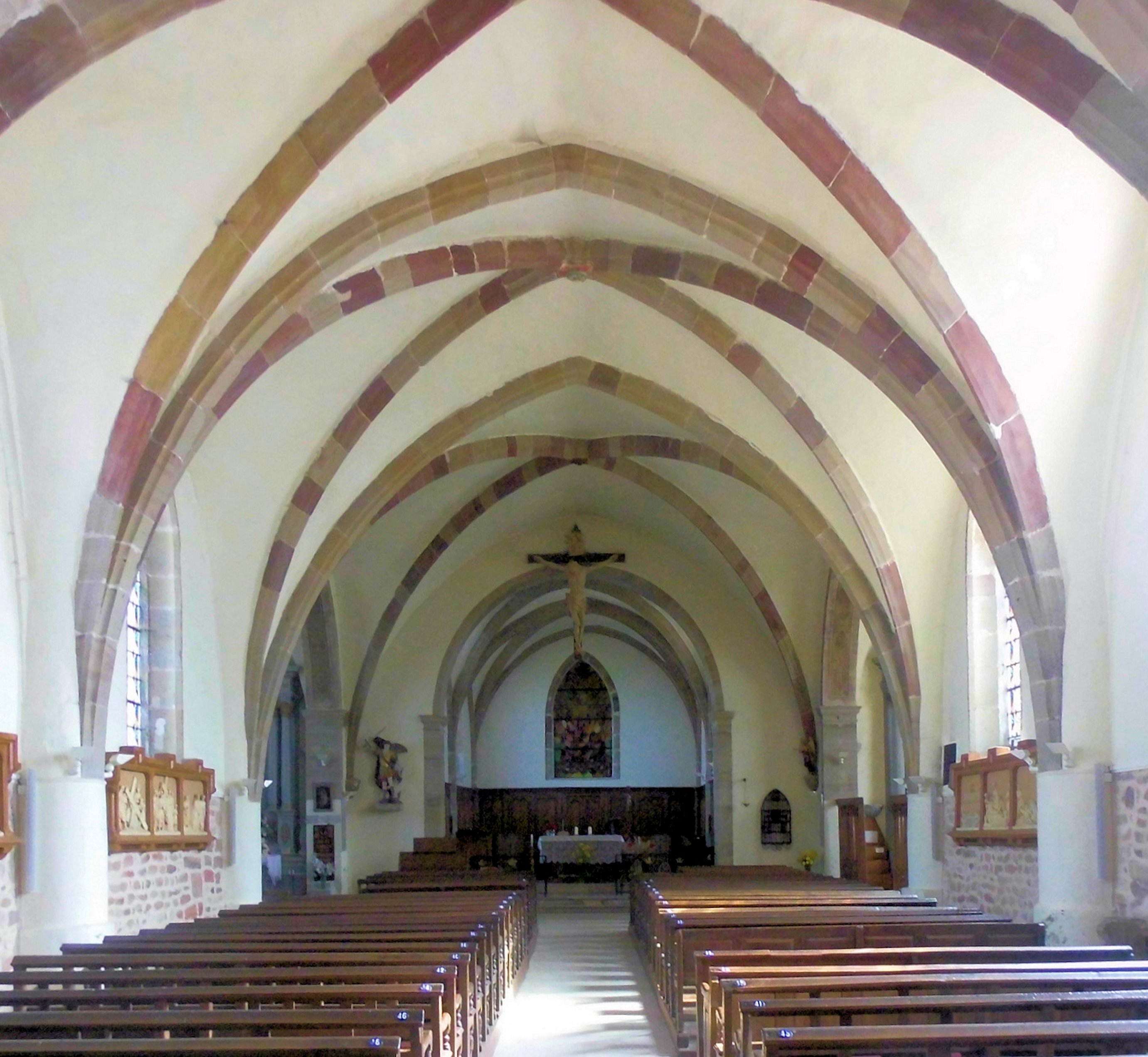
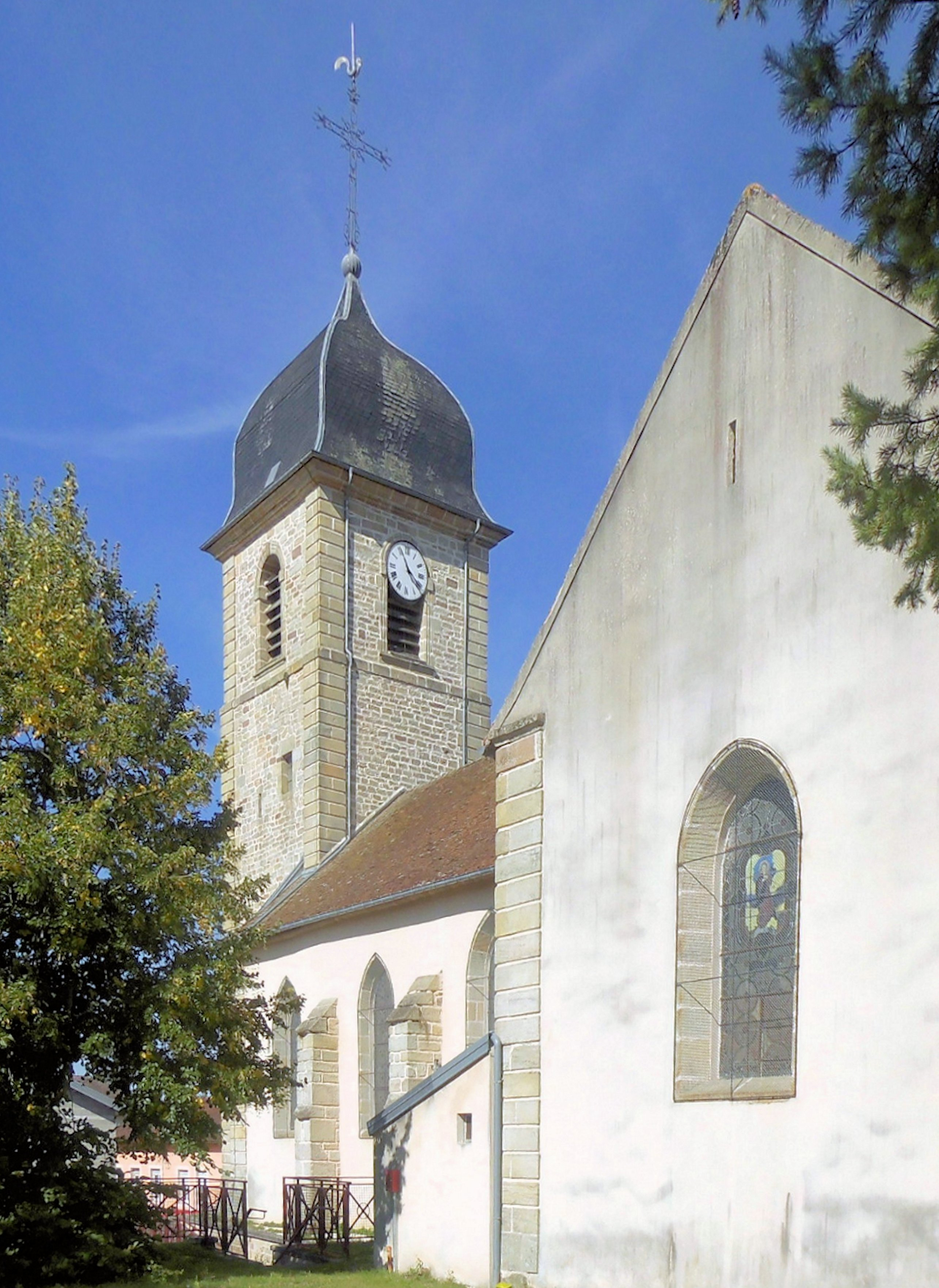